# Eisenbahnmuseum von Katalonien

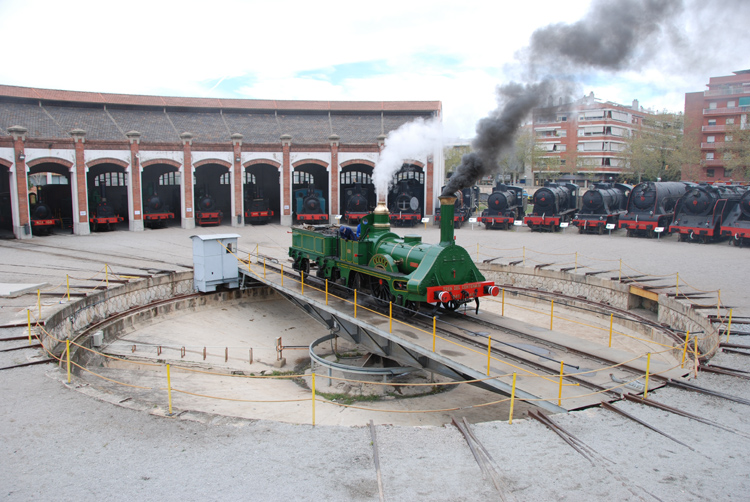
Dampflokomotive "Mataró" auf der Drehscheibe

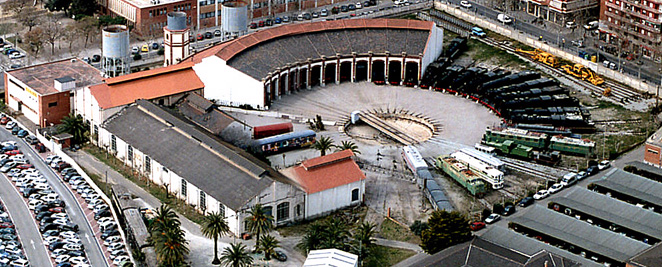
Drehscheibe und Ringlokschuppen im Museum

Das Eisenbahnmuseum von Katalonien (katalanisch Museu del Ferrocarril de Catalunya) in der Nähe des Bahnhofes Vilanova i la Geltrú (Katalonien, Spanien) beherbergt in einem alten Ringlokschuppen und dessen Umgebung eine große Sammlung historischer Lokomotiven und Wagen. Das Museum wurde 1990 in einem ehemaligen Bahnbetriebswerk eröffnet, in dem bis zu 900 Mitarbeiter beschäftigt waren.

## Ausstellung

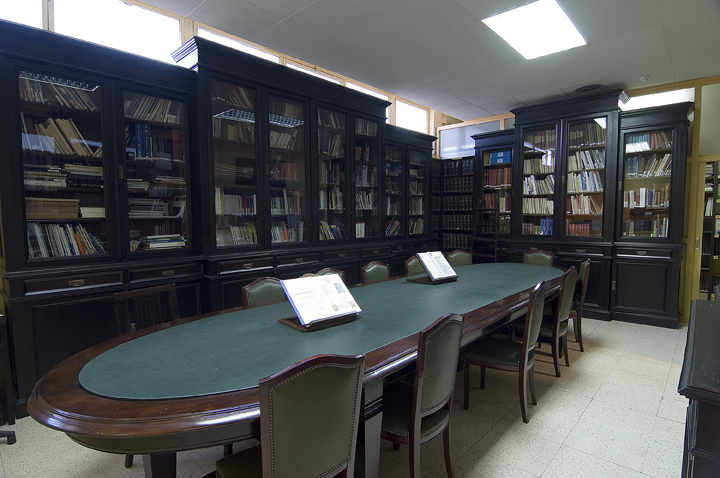
Lesesaal der Museumsbibliothek

Die Kollektion umfasst mehr als 60 Fahrzeuge. Dazu zählen 28 bemerkenswerte Dampflokomotiven, gebaut zwischen der Mitte des 19. und des 20. Jahrhunderts und ein Nachbau der ersten Dampflokomotive, die 1848 auf der iberischen Halbinsel eingesetzt wurde. Dieser Nachbau wird jeweils am ersten Sonntag des Monats angeheizt und auf dem Gelände gefahren. Außerdem gibt es Diesel- und elektrische Lokomotiven, Wagen, Drehgestelle,  eine Signalbrücke und ein elektromechanisches Stellwerk mit Fahrschautafel vom Bahnhof Barcelona-França.
Das Hauptgebäude präsentiert eine Sammlung von Eisenbahneruniformen, Kleinteilen und Maschinen. In einem Auditorium wird täglich ein Film über die Eisenbahnen in Katalonien gezeigt. In der Rezeption steht der ehemalige Fahrkartenschalter aus dem Dorf La Granada, das knapp 25 km nördlich von Vilanova liegt. Die Museumsbibliothek umfasst mehr als 6100 Bände, von denen zahlreiche Originale aus den 1950er Jahren stammen. Insgesamt sind 5000 Gegenstände katalogisiert sowie 400 Videobänder und 10 000 Fotografien.

## Geschichte
Der Verband der Modelleisenbahner und Eisenbahnfreunde Europas MOROP veranstaltete 1972 auf Einladung der Sociació d'Amics del Ferrocarril de Barcelona seinen 19. Kongress im Bahnbetriebswerk. Zum hundertjährigen Jubiläum der Eisenbahnlinie Barcelona-Vilanova kam die Idee auf, dort ein Eisenbahnmuseum einzurichten. Das Projekt wurde von der nationalen spanischen Eisenbahngesellschaft RENFE und der autonomen Regierungsbehörde Generalitat de Catalunya initiiert und später auch von der Stadtverwaltung von Vilanova unterstützt. Das Museum wurde am 5. August 1990 eröffnet. Im Jahr 1993 übertrug RENFE das Management an eine Stiftung in Madrid.

## Lokomotiven
| Nr.                               | Jahr | Objekt                          | Name                | Hersteller                                     | Beschreibung                                                                                                 | Bild |
| --------------------------------- | ---- | ------------------------------- | ------------------- | ---------------------------------------------- | --- | ---- |
| ND                                | 1948 | Dampflokomotive 1-1-1           | Mataró              | La Maquinista Terrestre y Marítima             | Nachbau der ersten Lokomotive auf der iberischen Halbinsel, eingesetzt auf der Strecke Barcelona–Mataró      |      |
| MZA 168                           | 1854 | Dampflokomotive 120-2112        | Martorell           | Sharp & Stewart Manchester                     | Die älteste in Spanien erhaltene Lokomotive, ausgestellt in der Exposició Internacional de Barcelona de 1929 |      |
| MZA 246                           | 1857 | Dampflokomotive 030-2013        | Mamut               | Ritson Wilson und Cail Cockeril                | Zweitälteste Lokomotive Spaniens                                                                             |      |
| Andaluces 4                       | 1871 | Dampflokomotive 020-04          | Andaluces           | Cockerill                                      | Kleine Dampflok für den Einsatz in Fabriken und Stadtgebieten                                                |      |
| MZA 571                           | 1879 | Dampflokomotive 040-2019        | Vilanova            | Sharp & Steward (Großbritannien)               | In Vilanova i la Geltrú seit 1949                                                                            |      |
| Norte 1653                        | 1881 | Dampflokomotive 030-2110        | Perruca             | André Koechlin & Cie                           | Aus dem Nordosten Spaniens                                                                                   |      |
| Oeste 9                           | 1881 | Dampflokomotive 220-2005        |                     | Hartmann                                       | Personenzuglokomotive                                                                                        |      |
| Oeste 77                          | 1884 | Dampflokomotive 120-2131        |                     | Maschinenfabrik Esslingen AG                   | Personenzuglokomotive                                                                                        |      |
| Alcantarilla – Lorca, 4           | 1884 | Dampflokomotive 030-2369        | Bicicleta           | Großbritannien                                 | Personenzuglokomotive                                                                                        |      |
| Alcañiz – La Puebla de Híjar, 4   | 1885 | Dampflokomotive 020-210         | Teresita/Clot       | Cockerill                                      | Rangierlok                                                                                                   |      |
| Mollet – Caldes, 6                | 1887 | Dampflokomotive 030-0233        | Caldes              | La Maquinista Terrestre y Marítima             | Personenzuglokomotive, später als Rangierlok genutzt                                                         |      |
| Andaluces, 6                      |      | Dampflokomotive 220-2023        | Bobadilla           | Beyer, Peacock and Company                     | Personenzuglokomotive                                                                                        |      |
| MZA 651                           | 1901 | Dampflokomotive 230-4001        | Compound            | Henschel und Maffei (Deutschland)              | Schnellzuglokomotive                                                                                         |      |
| Ferrocarril Central de Aragón, 1  | 1902 | Dampflokomotive 030-2471        | FCA 1               | Société Anonyme St. Leonard                    | Personenzuglokomotive                                                                                        |      |
| Ferrocarril Central de Aragón, 53 | 1906 | Dampflokomotive 060-4013        | Mallet-Compound     | Schweiz                                        | schwere Güterzuglokomotive                                                                                   |      |
| Norte 3101                        | 1909 | Dampflokomotive 230-2085        |                     | Hanomag (Deutschland)                          | Personenzuglokomotive                                                                                        |      |
| MZA 1155                          | 1913 | Dampflokomotive 240-2135        | Mastodonte          | Deutschland                                    | Mehrzwecklokomotive                                                                                          |      |
| Ferrocarril Central de Aragón, 74 | 1927 | Dampflokomotive 240-2074        | Mastodonte          | Tubize (Belgien)                               | Mehrzwecklokomotive mit 115 km/h Höchstgeschwindigkeit                                                       |      |
| FCA 101                           |      | Dampflokomotive 462F-0401       | Beyer-Garratt       | Euskalduna, Bilbao                             | Garratt-Gelenklokomotive, jetzt in Lleida                                                                    |      |
| MZA 1808                          | 1939 | Dampflokomotive 241F-2108       | Linda Tapada        | La Maquinista Terrestre y Marítima (Barcelona) | Mehrzwecklokomotive                                                                                          |      |
| 5001                              | 1942 | Dampflokomotive 151F-3101       | Santa Fe            | La Maquinista Terrestre y Marítima             | schwere Güterzuglokomotive                                                                                   |      |
| Renfe                             |      | Dampflokomotive RENFE 240F-2591 |                     | Euskalduna (Bilbao)                            | |      |
| Renfe                             | 1953 | Dampflokomotive 141F-2101       | Mikado              | North British Locomotive Company               | Die letzte in Spanien eingesetzte Dampflokbaureihe                                                           |      |
| Norte i Renfe 7001                | 1928 | Ellok 270-001                   | Chata               |                                                | Elektrische Güterzuglokomotive                                                                               |      |
| Norte i Renfe 7206                | 1928 | Ellok 272-006                   | Cocodrilo           |                                                | Elektrische Lokomotive                                                                                       |      |
| Estado i Renfe 1004               | 1929 | Ellok 280-004                   |                     | CAF Sécheron (Gipuzkoa)                        | Vierachsige Drehgestelllokomotive für die bogenreichen Pyrenäenstrecken                                      |      |
| Renfe 7807                        | 1954 | Ellok 278-007                   | Panchorga           | USA                                            | Ursprünglich für Personenzüge, später für Güterverkehr                                                       |      |
| Renfe 7652                        |      | Ellok 276-052                   |                     | Alsthom                                        | Schwere Schnellzuglokomotive                                                                                 |      |
| Norte i Renfe 9165                | 1935 | Dieseltriebwagen 590-165        |                     | EUA                                            | Für Kurzstrecken                                                                                             |      |
| Ou (Katalanisch für Ei)           | 1940 | Draisine                        |                     |                                                | Mit zwölf Sitzplätzen                                                                                        |      |
| 3T                                | 1950 | Talgo-Diesellok 350-003         | Talgo II            | American Car and Foundry (A.C.F.)              | Einrichtungsdiesellok, ursprünglich für Talgo II                                                             |      |
| 1801                              | 1958 | Diesellok 318-001               | Marilyn             | American Locomotive Company (ALCO)             | Für europäische Verhältnisse angepasste US-Diesellokomotive                                                  |      |
| Talgo                             | 1983 | Talgo-Diesellok 354-001         | Virgen de Covadonga | Krauss-Maffei (Deutschland)                    | Diesellokomotive für Talgo Pendular                                                                          |      |
| 2005 T                            | 1964 | Führerstand der 352 005         | Virgen del Carmen   |                                                | Einrichtungsdiesellok für Talgo III                                                                          |      |

## Abbildungen

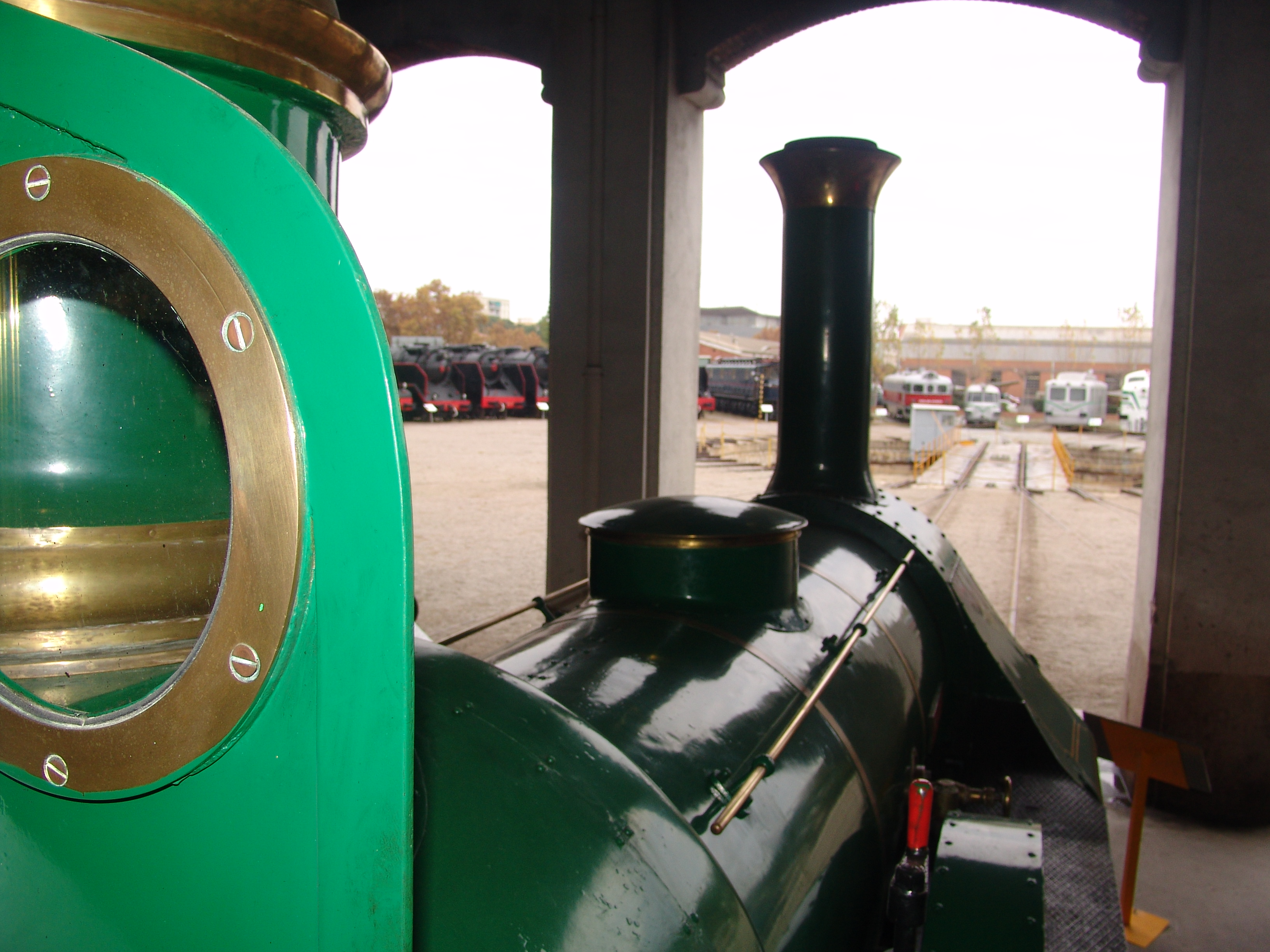
Dampflok Mataró
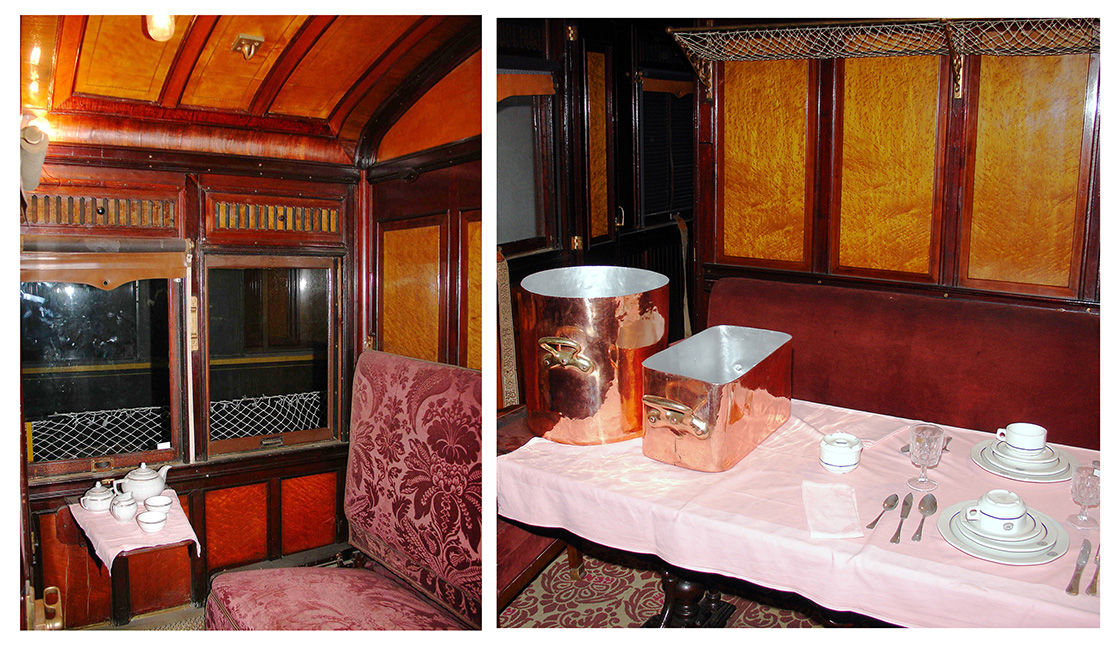
Erste-Klasse-Wagen
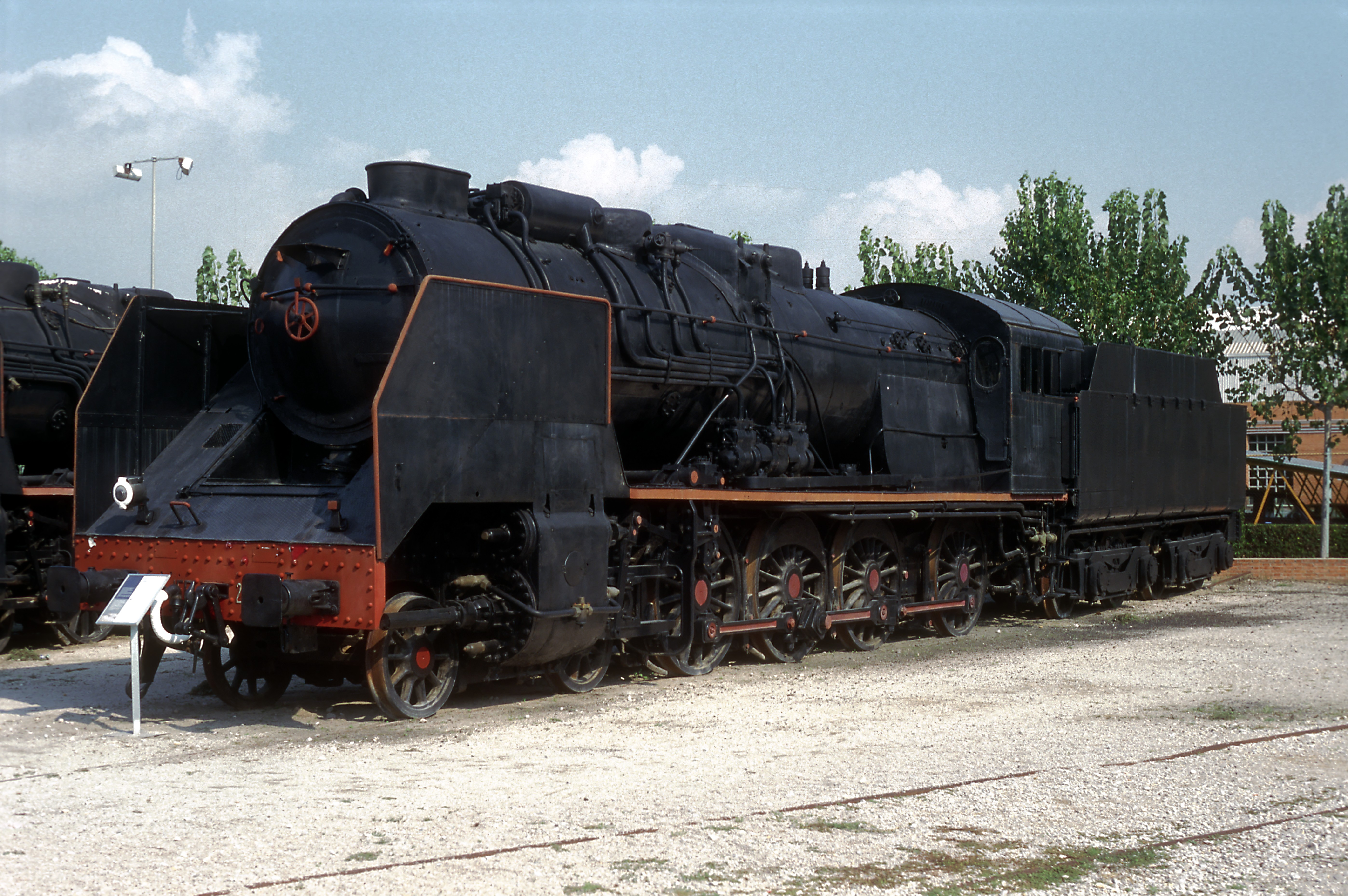
Dampflok 240-2591
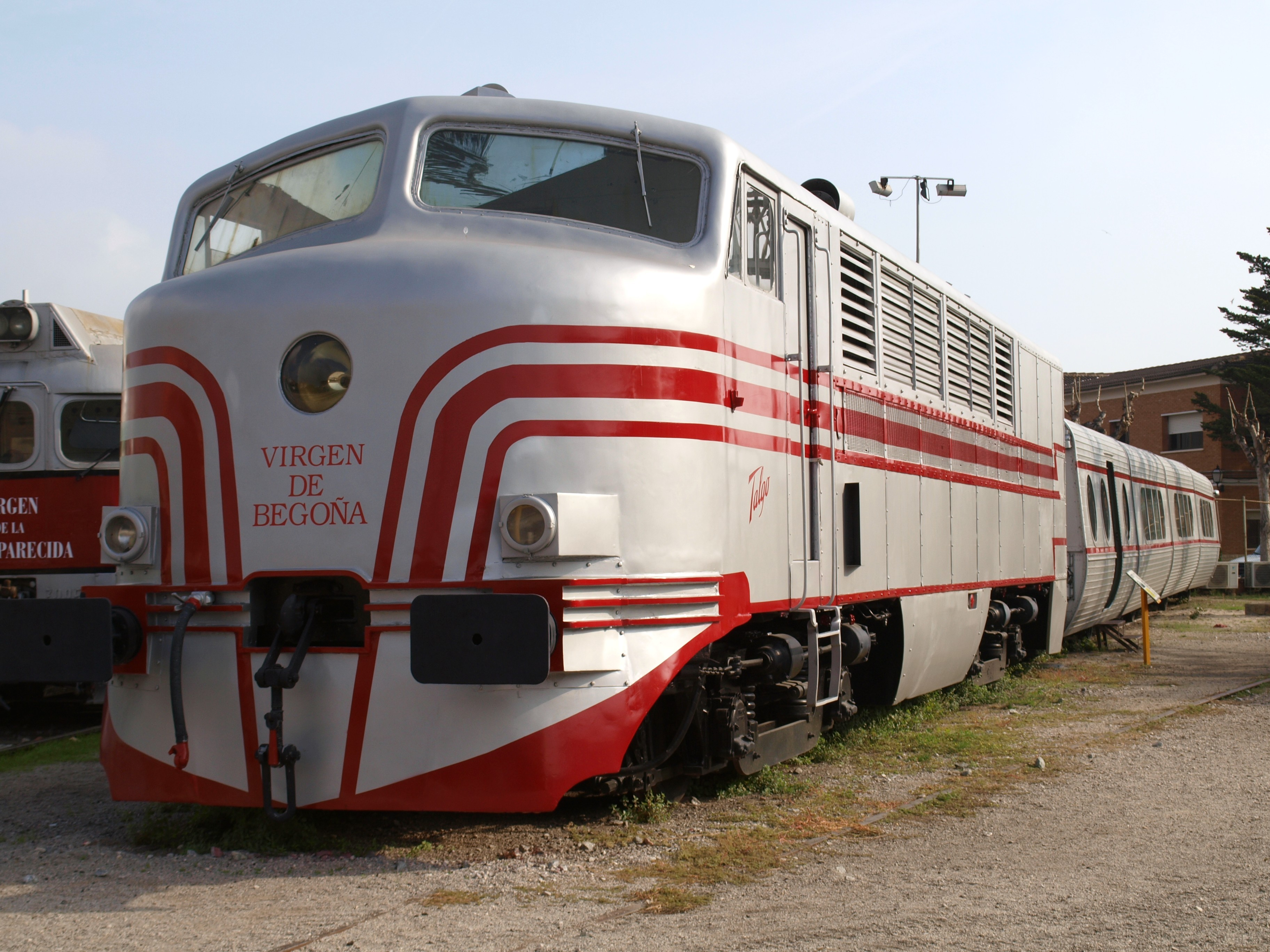
Diesellokomotive 350 003 Virgen de Begoña
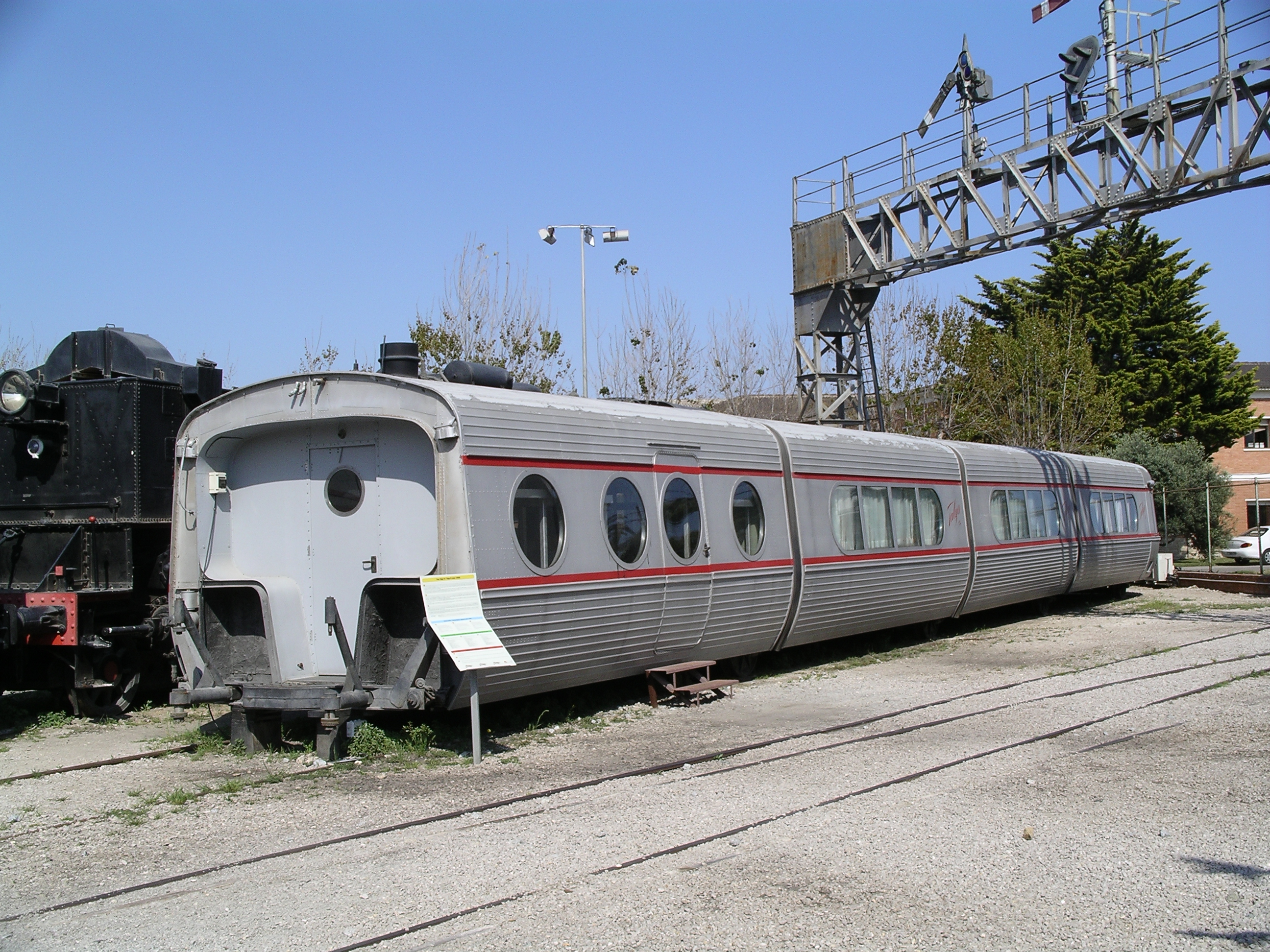
Talgo II
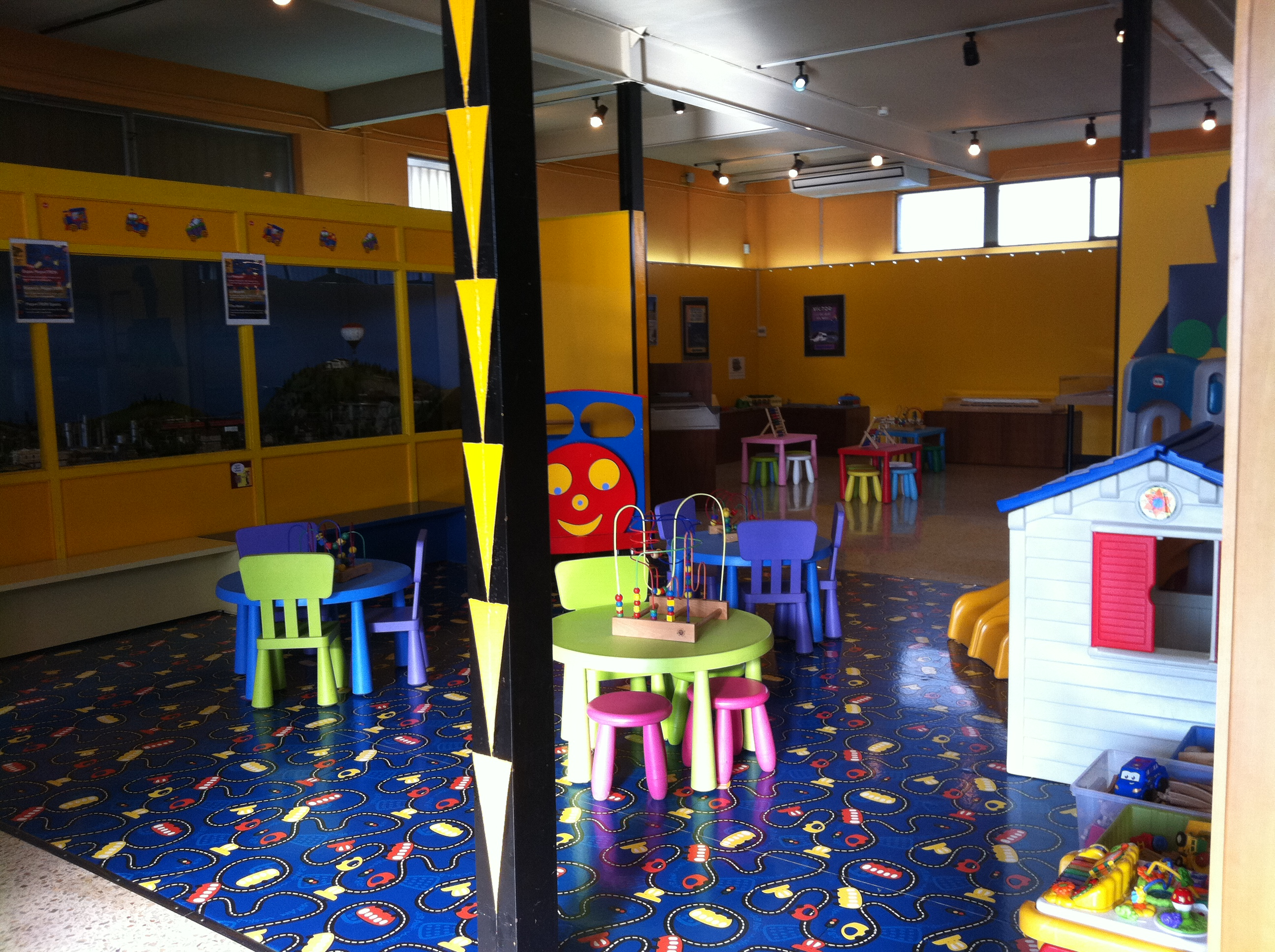
Für Kinder
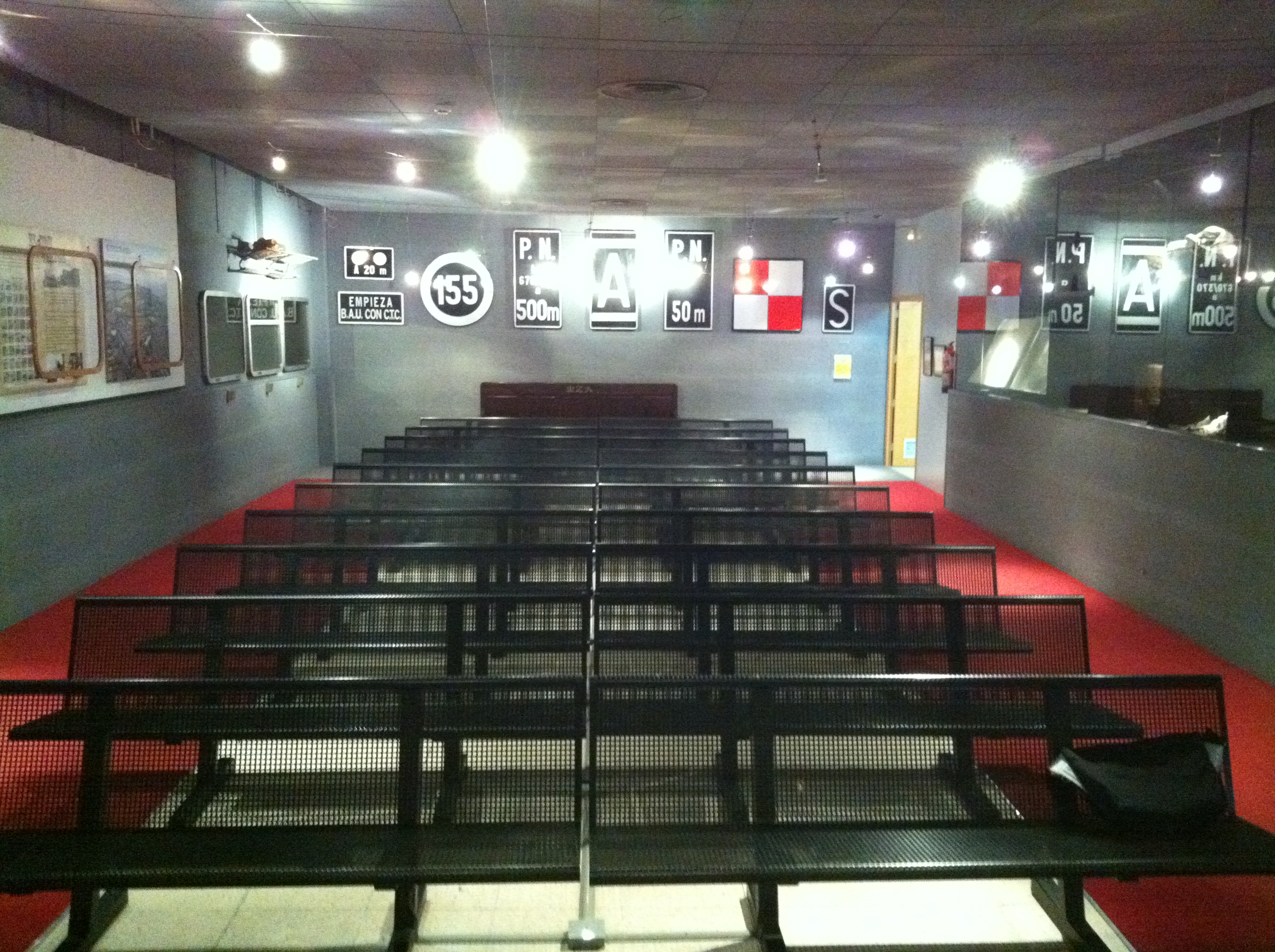
Auditorium
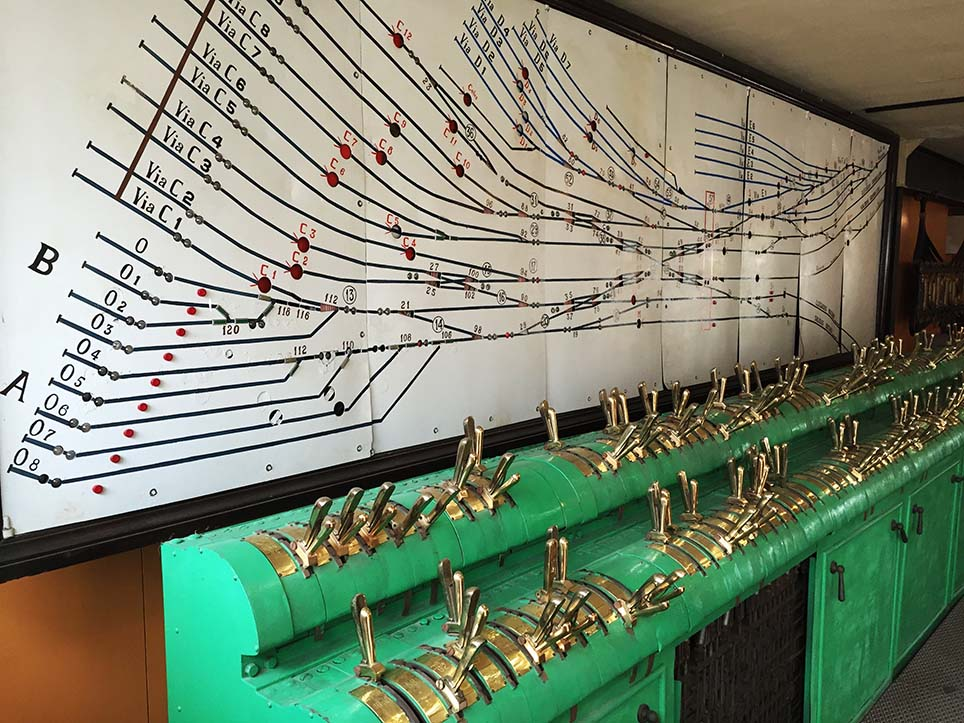
elektromechanisches Hebelwerk und Fahrschautafel, Bf Barcelona Estació de França, 1929
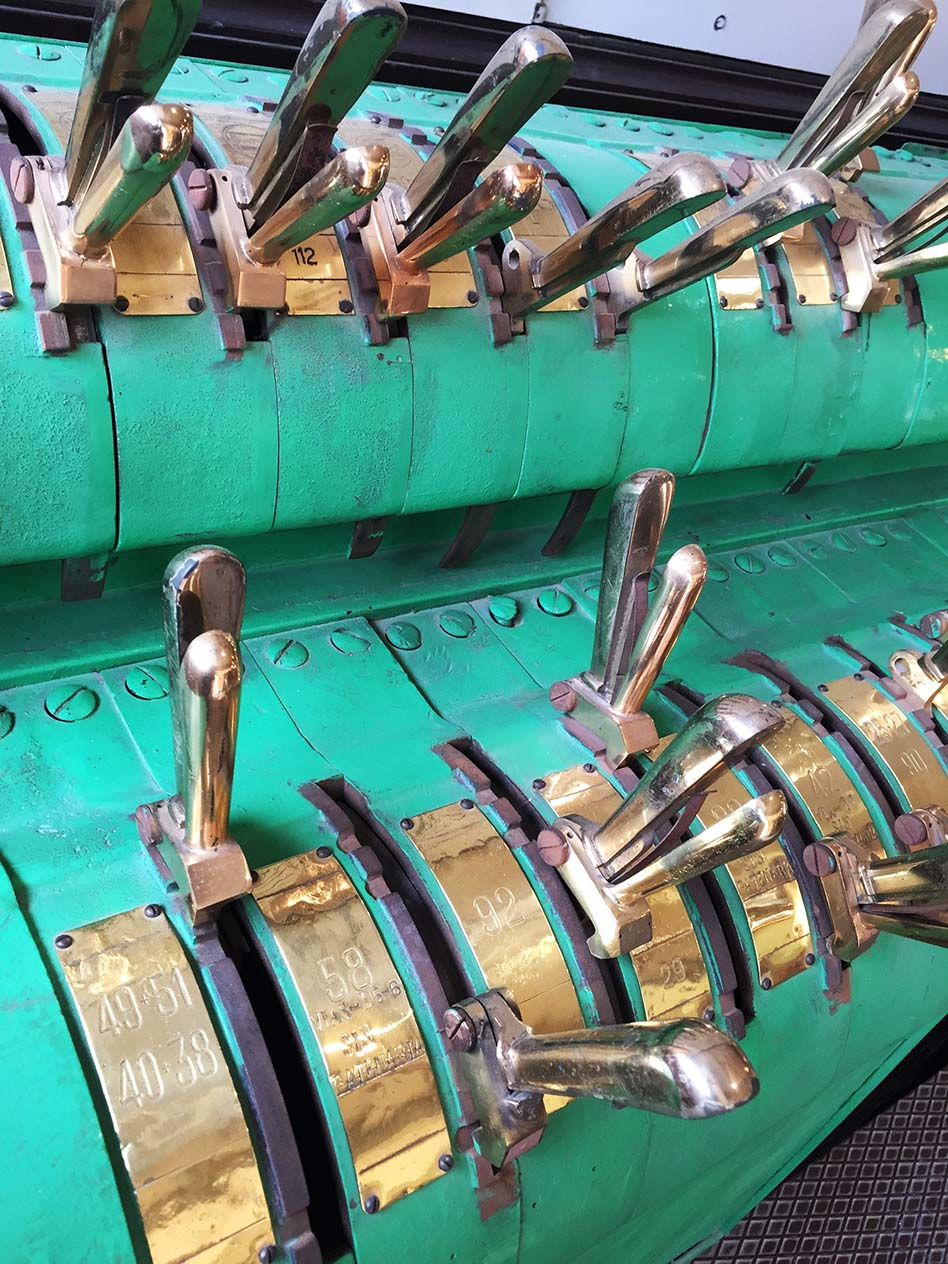
Hebel des Stellwerks
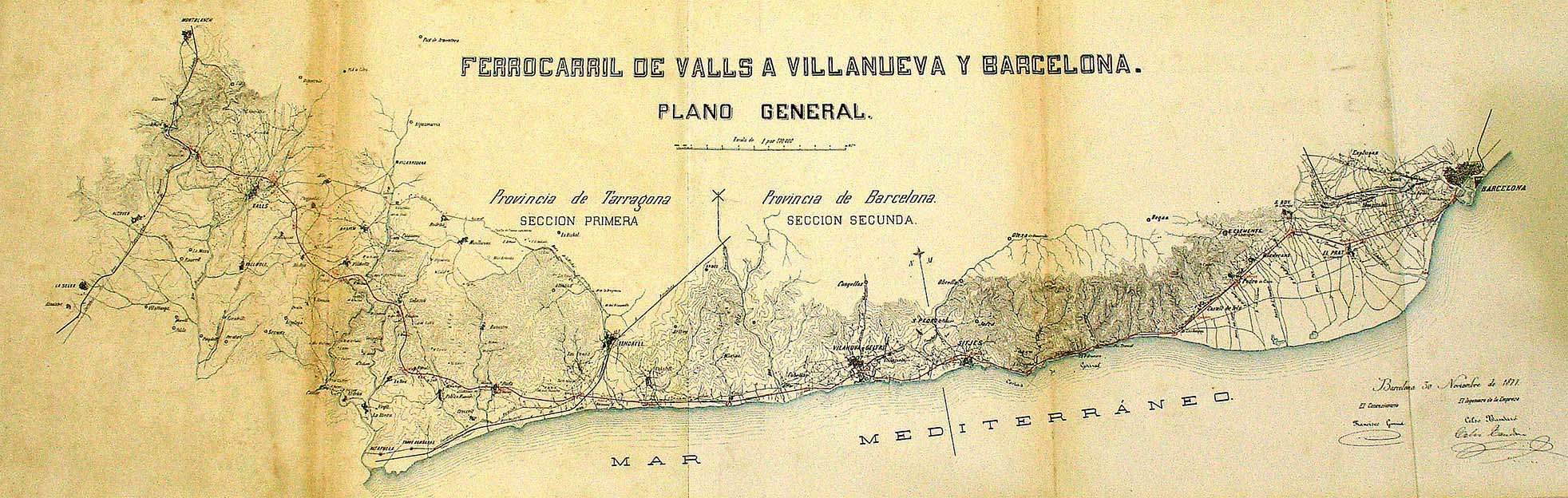
Karte der Bahnlinie Valls-Vilanova-Barcelona
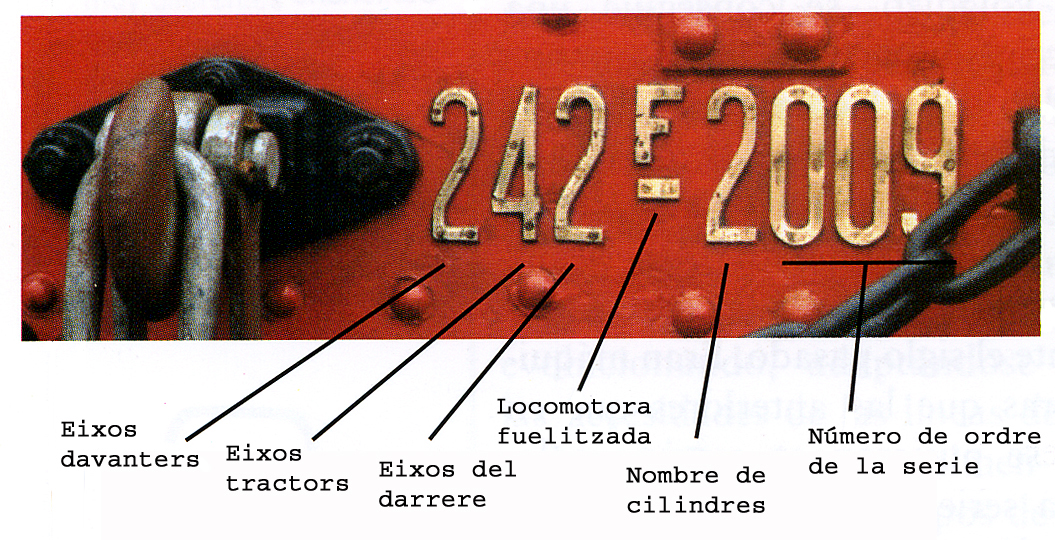
RENFE-Dampflokomotivbezeichnungssystem
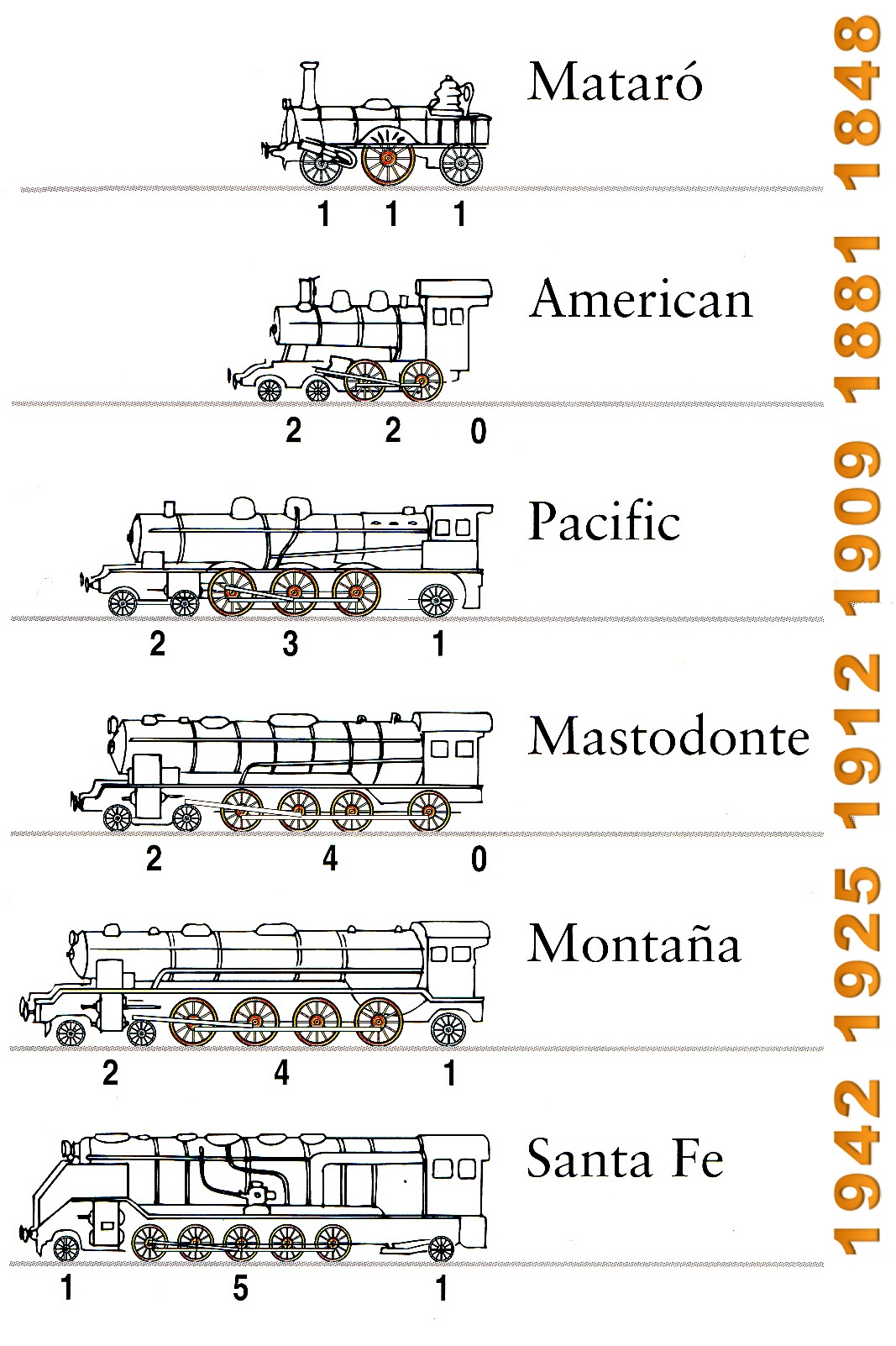
Kodierung der Achsfolge
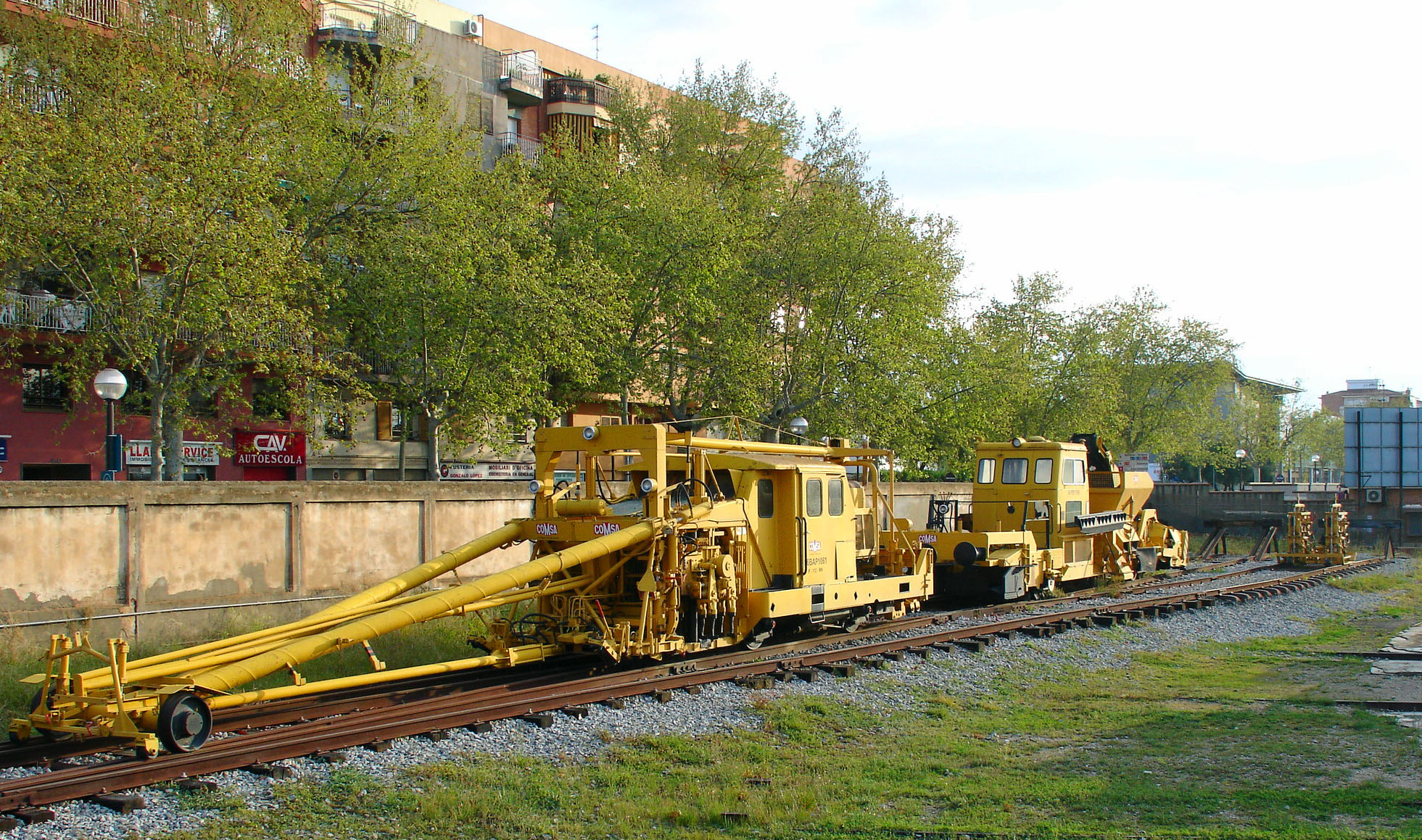
Stopf- und Schotterplaniermaschine
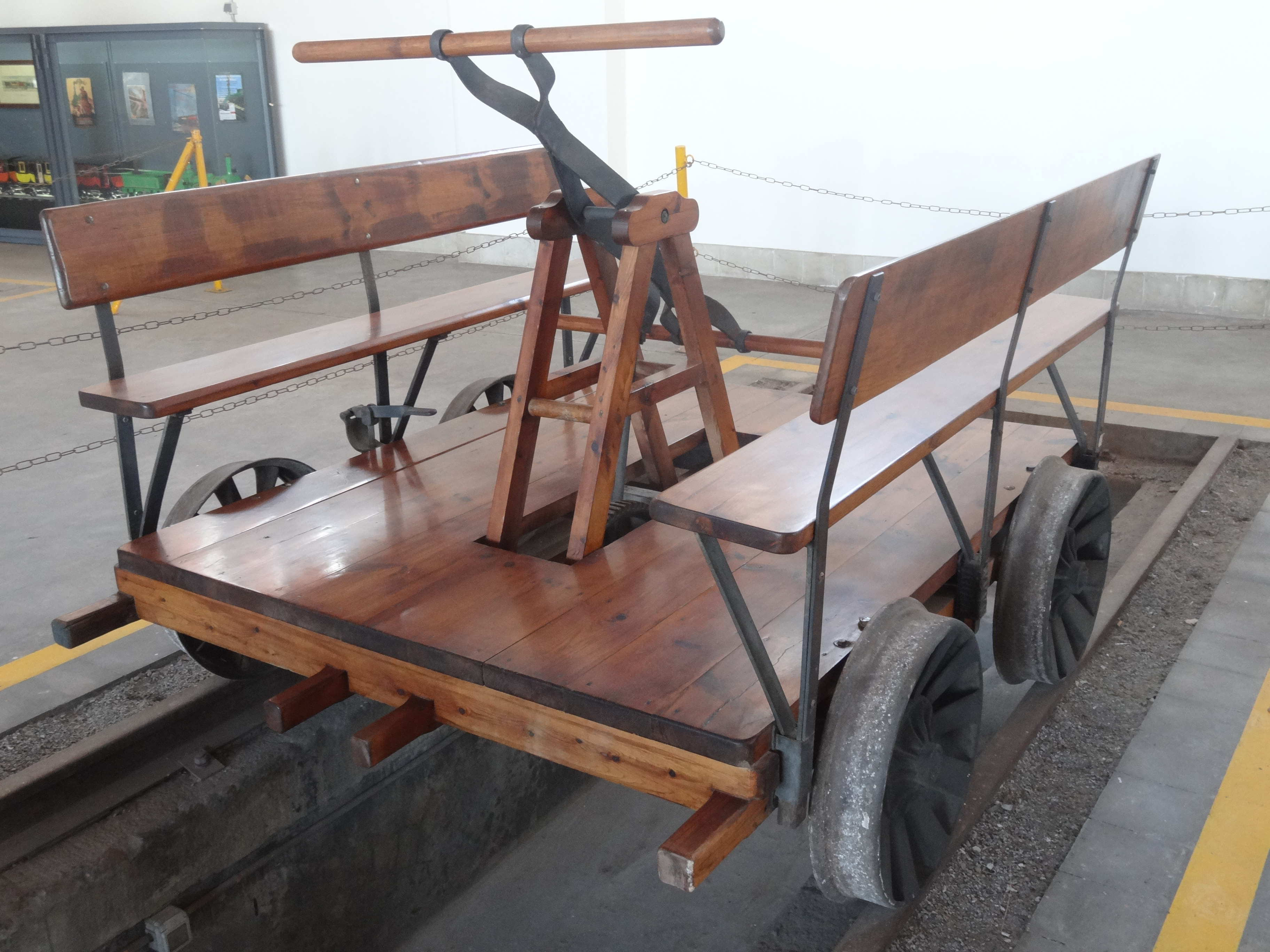
Hebeldraisine (350 kg)
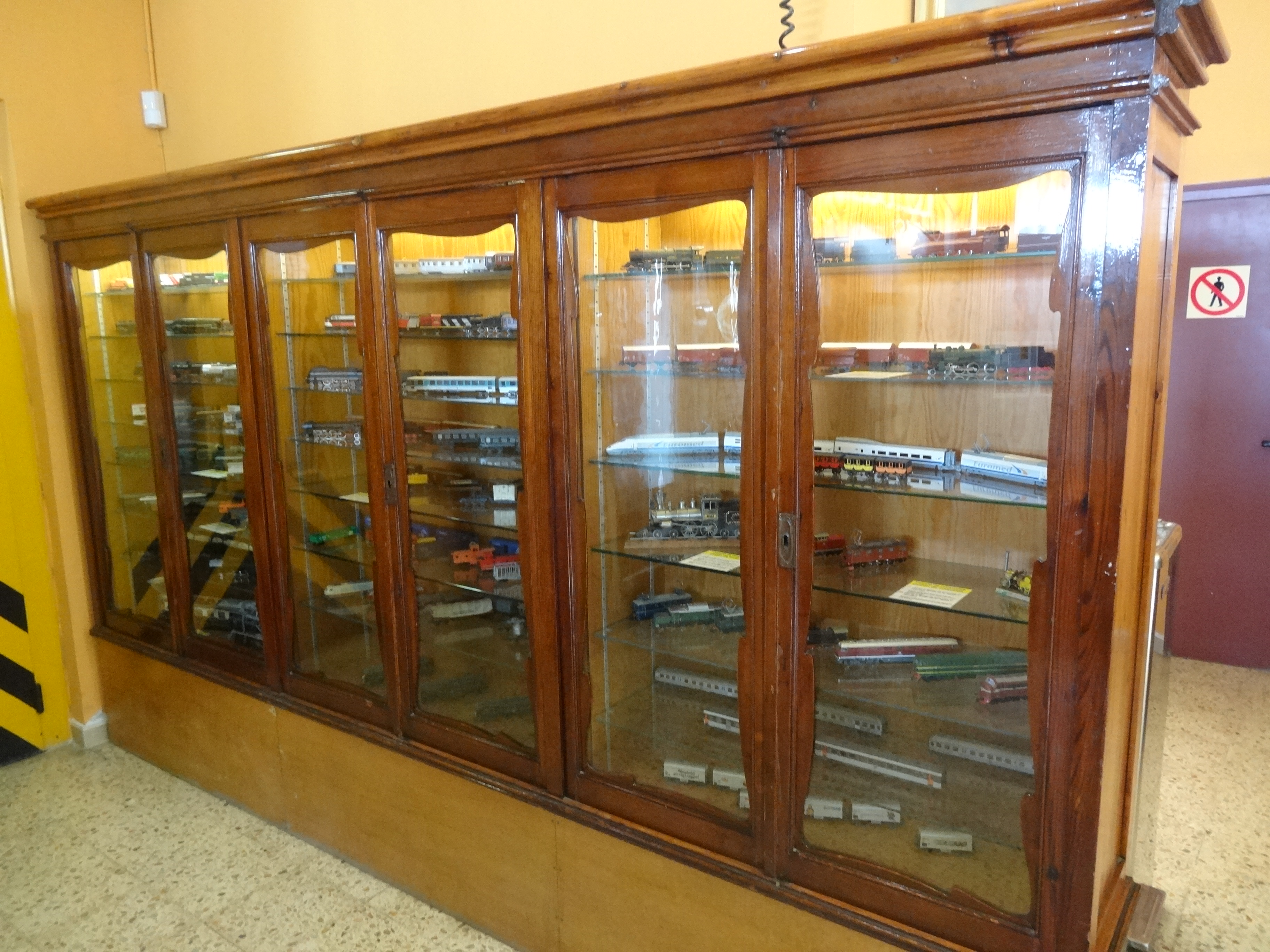
Modelle
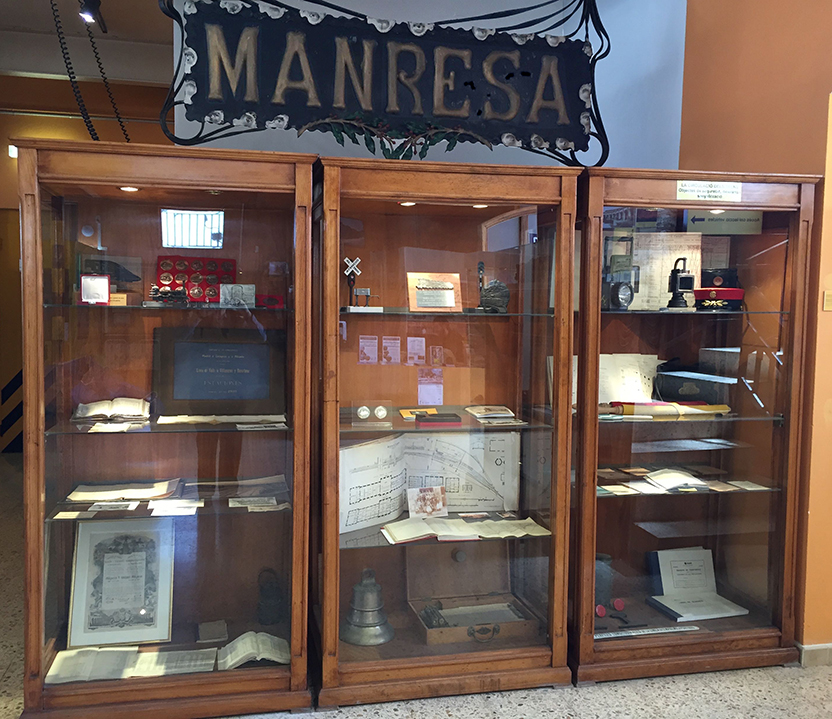
Ausstellungsvitrine
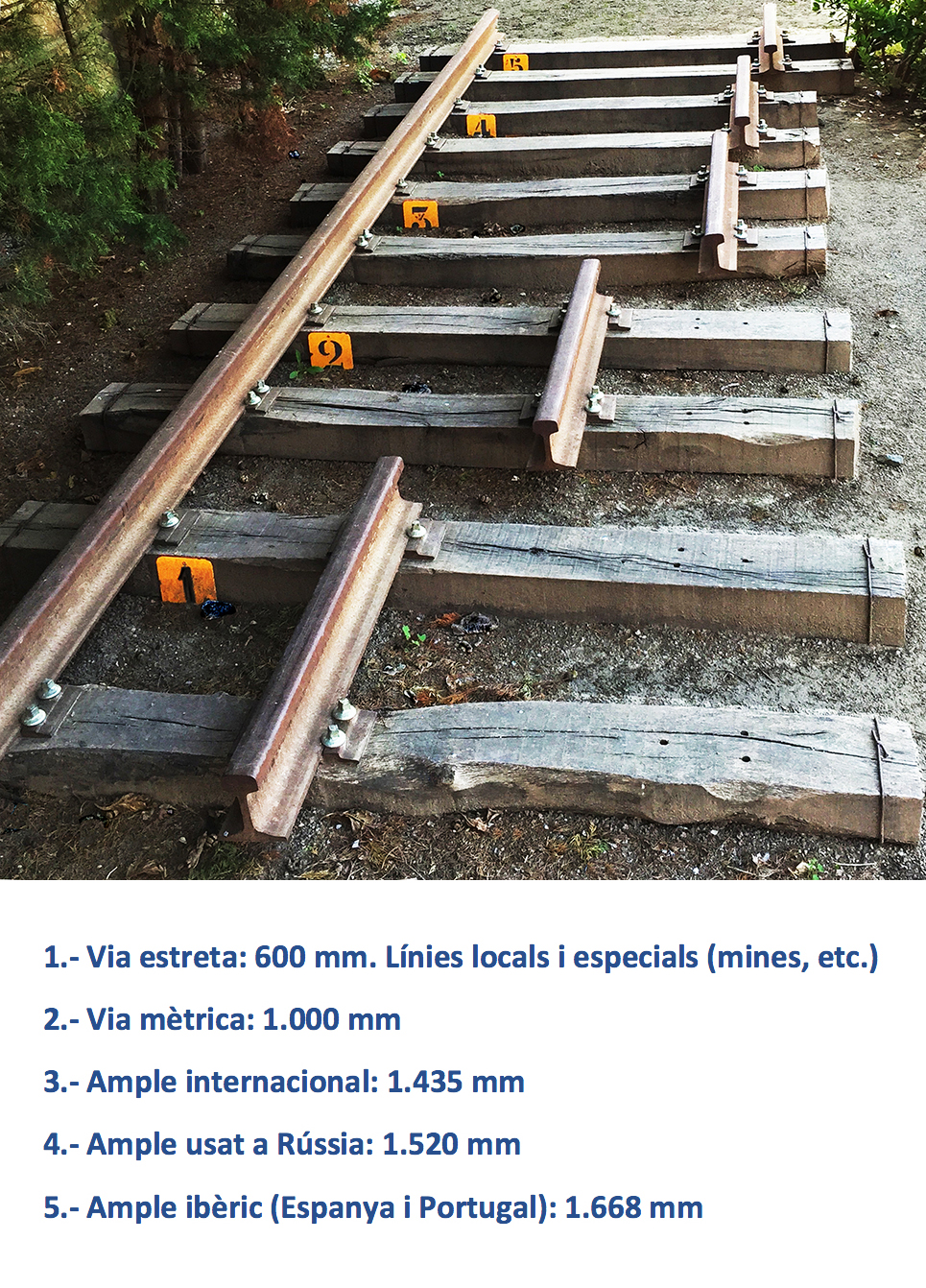
Spurweiten
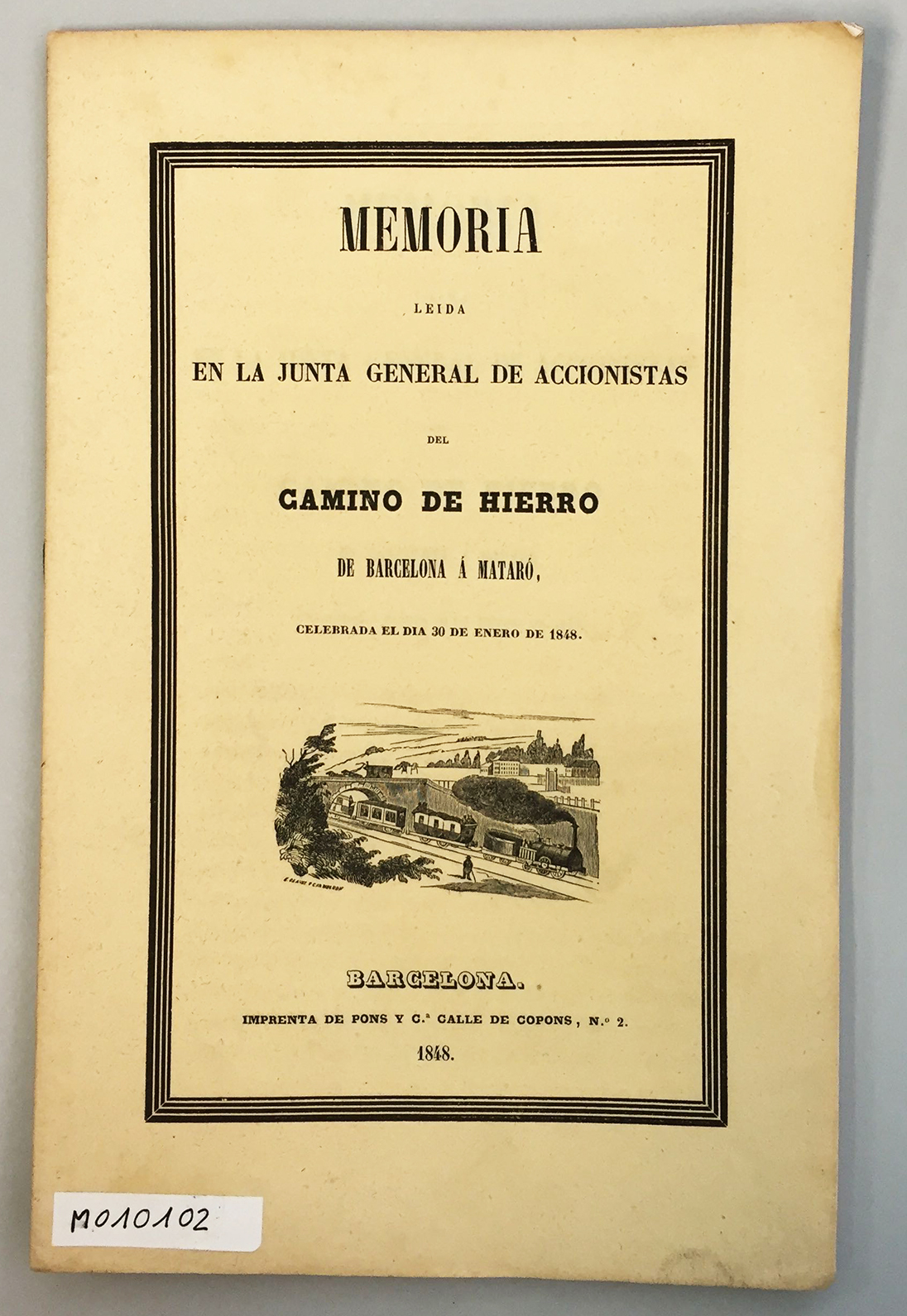
Jahresbericht von 1848 Camino de Hierro de Barcelona a Mataró
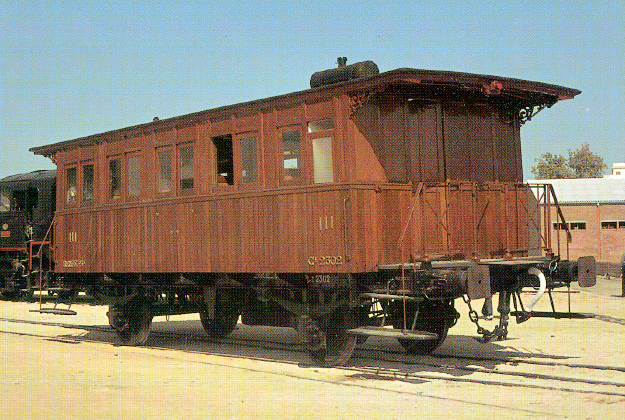
Dritte-Klasse-Wagen, Nachbau von 1991 aus Vilanova i la Geltrú